# Don A.L. Flassy
Don Augusthinus Lamaech Flassy (ur. 28 sierpnia 1947 w Seribau) – indonezyjski lingwista, socjolog i pisarz; badacz języków papuaskich; działacz na rzecz niepodległości Papui Zachodniej.
Studiował język i literaturę indonezyjską na uczelni Institut Keguruan dan Ilmu Pendidikan (IKIP) w Yogyakarcie. Następnie kontynuował edukację na Uniwersytecie w Lejdzie, w Katedrze Języków i Kultur Azji Południowo-Wschodniej i Oceanii. Swoją pracę magisterską poświęcił językowi tehit. Na uczelni Universitas Cenderawasih w Jayapurze obronił w 2017 r. rozprawę doktorską pt. Peta Jalan Balik Bangsa Papua di Negeri Papua Bagian Barat.
Prowadził badania nad językami półwyspu Ptasia Głowa (Doberai), w ramach projektu zorganizowanego przez instytucję Badan Bahasa.
Jest autorem bądź współautorem publikacji poświęconych językom iha, moi, baham i tehit.
Jest rodzimym użytkownikiem języka tehit z rodziny zachodniopapuaskiej.